# Cardiodon rugulosus
Il cardiodonte (Cardiodon rugulosus Owen, 1844) è un dinosauro erbivoro appartenente all'infraordine sauropodi. Visse nel Giurassico medio (Bathoniano, circa 170 milioni di anni fa) e i suoi resti fossili sono stati ritrovati in Inghilterra. Insieme al cetiosauro, è stato il primo sauropode ad essere descritto scientificamente, ma la sua conoscenza è basata solo su denti fossili.

## Tassonomia
Il primo a descrivere il genere Cardiodon fu Richard Owen che, nel 1841, denominò un dente fossile rinvenuto presso Bradford-on-Avon, nella formazione Forest Marble, e pochi anni dopo attribuì anche l'epiteto specifico. Nel giro di pochi decenni, lo stesso Owen e altri studiosi ritennero che Cardiodon potesse essere un sinonimo di Cetiosaurus; nello stesso studio, Owen descrisse anche alcune grandi ossa con il nome di Cetiosaurus (considerato allora una sorta di rettile marino). Nel giro di pochi decenni, Owen e altri studiosi ritennero che Cardiodon e Cetiosaurus (poi riconosciuto effettivamente come un sauropode) potessero essere sinonimi, e questa convinzione si radicò ulteriormente quando Richard Lydekker, nel 1890, attribuì la specie Cetiosaurus oxoniensis al genere Cardiodon, sulla base di alcuni denti rinvenuti insieme alle ossa. In seguito, però, è sempre stato Cardiodon ad essere considerato sinonimo non valido di Cetiosaurus.
Nel 2003 uno studio condotto da Paul Upchurch e John Martin su Cetiosaurus portò alla conclusione che non vi era alcuna prova che i denti attribuiti a C. oxoniensis fossero connessi con lo scheletro, e che gli stessi denti differivano in maniera sostanziale da quelli di Cardiodon; questi ultimi, infatti, erano convessi verso la lingua. Quindi i due studiosi ritennero che Cardiodon fosse un genere a sé stante, anche se conosciuto in maniera imperfetta. Più recentemente (Royo et al., 2006) Cardiodon è stato avvicinato al nuovo gruppo dei Turiasauria, comprendente i più grandi sauropodi d'Europa. Cardiodon possedeva caratteristici denti a forma di foglia o di cuore (e difatti Cardiodon significa "dente a cuore"), dalle striature longitudinali.